# Черемисино (Владимирская область)
Черемисино — деревня в Муромском районе Владимирской области России, входит в состав Ковардицкого сельского поселения.

## География
Деревня расположена на берегу реки Илевна в 11 км на юг от центра поселения села Ковардицы и в 9 км на юго-запад от Мурома.

## История
Деревня впервые упоминается в окладных книгах Рязанской епархии 1676 года в составе Стригинского прихода, в ней было 5 дворов крестьянских.
В конце XIX — начале XX века деревня входила в состав Карачаровской волости Муромского уезда, с 1926 года — в составе Муромской волости . В 1859 году в деревне числилось 18 дворов, в 1905 году — 27 дворов, в 1926 году — 47 дворов.
С 1929 года деревня являлась центром Черемисинского сельсовета Муромского района, с 1940 года — в составе Подболотского сельсовета, с 2005 года — в составе Ковардицкого сельского поселения. 

## Население
| 1859 | 1905 | 1926 | 2002 | 2010 | 2012 | 2021 |
| ---- | ---- | ---- | ---- | ---- | ---- | ---- |
| 123  | ↗188 | ↗324 | ↘90  | ↘80  | ↗107 | ↘100 |